# Lessons in Love and Violence
Lessons in Love and Violence (deutsch: „Lektionen in Liebe und Gewalt“) ist eine Oper in zwei Teilen von George Benjamin (Musik) mit einem Libretto von Martin Crimp nach Christopher Marlowes Drama Edward II. Sie wurde am 10. Mai 2018 im Royal Opera House Covent Garden in London uraufgeführt.

## Handlung
Die Oper behandelt die homosexuelle Liebe des nicht namentlich genannten englischen Königs Edward II. zu dem Emporkömmling Piers Gaveston und seinen Untergang im Konflikt mit dem Armeeführer Mortimer. Der König lebt nur noch für Vergnügungen und vernachlässigt sein leidendes Volk und die Königin Isabel. Diese geht eine Beziehung mit Mortimer ein, der daraufhin Gaveston hinrichten lässt und den König zur Abdankung zwingt, um dessen Sohn als Nachfolger einzusetzen. Auch der König kommt ums Leben. Seine beiden Kinder werden in allen Szenen Zeugen des Geschehens. Sie lernen aus diesen „Lektionen“: Der junge König lässt Mortimer vor den Augen seiner Mutter töten.

### Erster Teil
Szene 1. Mortimer wirft dem König vor, verschwenderisch Geld für seinen Freund Gaveston auszugeben, obwohl in seinem Land Armut herrsche und die Menschen hungern. Der König will davon nichts hören. Er beruft sich auf seine Königswürde und beschuldigt Mortimer, ihn ermorden und selbst nach der Krone greifen zu wollen. Er selbst habe nie jemandem geschadet. Seine Frau Isabel bestätigt dies. Als der König Gaveston fragt, ob er ihn je verletzt habe, gerät dieser in Rage und greift Mortimer an. Der König entzieht Mortimer seinen gesamten Besitz, sein Land und seinen Namen.
Szene 2. Mortimer führt eine Gruppe zerlumpter Gestalten vor die Königsfamilie, um ihm zu beweisen, wie sehr das Volk unter der Armut leidet. Drei von ihnen erzählen als Zeugen ihre traurigen Geschichten, denen zufolge der König und Gaveston durch ihre Verschwendungssucht persönlich die Schuld an ihrem Unglück tragen. Isabel lässt sich einen Becher Essig bringen und löst darin vor den Augen der Zeugen eine wertvolle Perle auf. Dann lässt sie ihnen Geld geben und wirft sie hinaus. Der Junge möchte von seiner Mutter Isabel wissen, warum der Zeuge gelogen habe. Diese ist bereit, Mortimer zu unterstützen, Gaveston zu vernichten. Nur ihrem Mann dürfe nichts geschehen.
Szene 3. Der König und Gaveston sprechen über ihre Liebe. Der König fragt Gaveston, auf welche Weise er ihn gegebenenfalls töten würde. Er lässt sich von ihm aus der Hand lesen. Die Königin erscheint mit einer Gruppe Menschen, um ein musikalisches Schauspiel über die Tötung Sauls und seines Sohnes Jonatan aufzuführen. Mortimer unterbricht das Stück und lässt Gaveston verhaften. Der König versucht vergeblich, im Gegenzug Mortimer festnehmen zu lassen.
Szene 4. Der König hat von Gavestons Hinrichtung erfahren. Er ist verzweifelt und wirft seiner Frau vor, sich von ihm abgewendet zu haben. Er schwört, alle an der Tat Beteiligten zu vernichten. Isabel beschließt, sich von ihm zu trennen und ihren Sohn zu Mortimer zu bringen. Der König sucht Trost bei seiner Tochter.

### Zweiter Teil
Szene 1. Die Königin und ihr Sohn sind zu Mortimer gezogen. Dort bereitet Mortimer den Jungen auf seine zukünftige Rolle als König vor. Er lässt einen Irren herein bringen, der glaubt, selbst König zu sein. Der Junge soll ihn prüfen. Als er den Irren befragt, wird die Unsinnigkeit seiner Behauptung schnell klar. Mortimer erklärt, dass dies einem Todesurteil gleichkomme und lässt die Hinrichtung sogleich vor den Augen der entsetzten Kinder und ihrer Mutter durchführen. Isabel schickt die Kinder in den Garten und beginnt, Mortimer zu verführen.
Szene 2. Mortimer hat den König ins Gefängnis werfen lassen und zwingt ihn mit dem Versprechen, dass sein Sohn der nächste König werde, zur Abdankung. Ein Fremdling in Gestalt Gavestons erscheint. Es ist der Tod persönlich, der den König zu sich ruft.
Szene 3. Der Junge ist nun selbst König. Er teilt seiner Mutter, die nach Musik verlangt, mit, dass er Musik verboten habe. Stattdessen will er ihr ein Schauspiel, ein „Vergnügen“, zeigen, in dem ein Mann und eine Frau in einer Grube einen König ermorden und das Kind der Frau auf den Thron setzen, um das Volk zu beschwichtigen – das Kind jedoch begreife die Zusammenhänge. Publikum trifft ein und der Junge setzt sich die Krone auf. Er lässt Mortimer hereinführen und brutal hinrichten.

## Gestaltung
Weder König Edward II. noch sein Sohn werden in der Oper namentlich genannt. Der König steht allgemein für die „Pflichtvergessenheit der Liebestrunkenen“ und der „Missachtung der Obrigkeit gegenüber dem Volk“. Während er selbst im Luxus schwelgt, ignoriert er das Leid der verarmten Bevölkerung.
Den Kritiker des Telegraph erinnerte der dichte Schreibstil Crimps an den englischen Theaterschriftsteller Harold Pinter. Jeder Satz der knappen Konversationen enthalte Drohungen und Mehrdeutigkeiten. Die Atmosphäre sei unheilverkündend. Es gebe Ausbrüche extremer Gewalt, aber auch Momente der Ruhe. Benjamins Musik verwende abgesehen von wenigen Ausflügen in extreme Sopranlagen häufig einen sanften Konversationsstil. Im Vergleich zu Benjamins Vorgängeroper Written on Skin gebe es mehr lyrische Passagen (vor allem in den Liebesduetten des Königs mit Gaveston), mehr vokalen Kontrapunkt und in den Zwischenspielen mehr orchestrale Bravourstücke. Er bemerkte Einflüsse von Benjamin Britten und von Claude Debussys Oper Pelléas et Mélisande.
Obwohl die Hinrichtung des Königs nicht direkt gezeigt wird, „brodelt“ dem Rezensenten der FAZ zufolge die „eindringliche Symbiose von Wort und Musik […] vor Gewalt und Sinnlichkeit. Zarte, irrlichternde Passagen vermengen sich in glühendem Kolorit mit exotischen Cimbalom-Klängen, seltsam zirpenden Harfen und nervösen, tonmalerischen Crescendi.“
Die Theater-im-Theater-Szene, in der der Sohn die Mutter zwingt, einer „Unterhaltung“ beizuwohnen, in der die Ermordung ihres Liebhabers dargestellt wird, erinnert an eine ähnliche Szene in Shakespeares Hamlet.

### Orchester
Die Orchesterbesetzung der Oper enthält die folgenden Instrumente:
- Holzbläser: zwei Flöten (beide auch Piccolo), zwei Oboen, Es-Klarinette, zwei Klarinetten (1. auch Altklarinette und Es-Klarinette, 2. auch Altklarinette und Bassetthorn), Bassklarinette, drei Fagotte (3. auch Kontrafagott)
- Blechbläser: vier Hörner, zwei Trompeten (beide auch Piccolotrompete), zwei Posaunen, Bassposaune, Kontrabassposaune
- Schlagzeug (vier Spieler): zwei Crotales, sechs Röhrenglocken, zwei Gongs, vier Pauken, zwei Bongos, zwei Snare Drums, Talking Drum, zwei Tombaks, zwei Tenortrommeln, zwei Tumbas, große Trommel, Claves, fünf Tempelblocks, drei Triangeln, zwei Tamburine, drei hängende Becken, Peitsche, zwei Paare Maschinenkastagnetten, zwei Vibraslaps, vier Güiros
- zwei Harfen
- Celesta
- Cimbalom
- Streicher (Anzahl als Vorschlag): zehn Violinen 1, acht Violinen 2, acht Bratschen, acht Violoncelli, sechs Kontrabässe mit Erweiterung zum tiefen C

## Werkgeschichte
George Benjamins dritte Oper Lessons in Love and Violence entstand wie die beiden Vorgängeropern in Zusammenarbeit mit dem Librettisten Martin Crimp. Sie war ein Auftragswerk der Royal Opera Covent Garden London, der Nationale Opera Amsterdam, der Hamburgischen Staatsoper, der Opéra National de Lyon, der Lyric Opera of Chicago, des Gran Teatre del Liceu Barcelona und des Teatro Real Madrid, die gemeinsam auch die Uraufführung produzierten. Von Anfang an stand fest, dass dasselbe Team für Regie und Bühnenbild zuständig sein würde wie bei der Uraufführung von Benjamins äußerst erfolgreicher Vorgängeroper Written on Skin. Auch die Sänger standen bereits vor der Komposition fest, so dass Benjamin die Musik direkt auf ihre Stimmen zuschneiden konnte.
Der Inhalt ist von Christopher Marlowes Drama Edward II (vollständig: The Troublesome Reign and Lamentable Death of Edward the Second, deutsch: Die unselige Herrschaft und der klägliche Tod König Eduards II.) inspiriert, verzichtet aber auf eine Benennung dieses Königs. In der Uraufführungsproduktion spielte die Handlung im „Hier und Jetzt“.
Die Uraufführung fand am 10. Mai 2018 im Royal Opera House London statt. Die Inszenierung stammte von Katie Mitchell und Joseph Alford, das Bühnenbild von Vicki Mortimer und die Beleuchtung von James Farncombe. Die musikalische Leitung hatte der Komponist. Die Darsteller waren Stéphane Degout (König), Barbara Hannigan (Isabel), Gyula Orendt (Gaveston/Fremdling), Peter Hoare (Mortimer), Samuel Boden (Junge, dann junger König), Ocean Barrington-Cook (Mädchen), Jennifer France (Zeuge 1/Sängerin 1/Frau 1), Krisztina Szabó (Zeuge 2/Sängerin 2/Frau 2) und Andri Björn Róbertsson (Zeuge 3/Irrer). Ein Mitschnitt vom 26. Mai 2018 wurde bei Arte Concert im Internet bereitgestellt. Die Oper sollte der Regisseurin zufolge ursprünglich an fünf verschiedenen Standorten spielen, darunter einem Schloss und einem Kerker. Letztlich verlegte sie alle Szenen in das Schlafgemach des Königs, um die Handlung zu intensivieren und aus unterschiedlichen Blickwinkeln sichtbar zu machen.
Der Kritiker der Welt war nach den Vorschusslorbeeren „auf hohem Niveau etwas enttäuscht.“ Er schrieb: „Das Opus ist feinsinnig gebaut, komponiert, inszeniert, gespielt und gesungen. Aber es gewinnt spät Fahrt, bleibt kühl, verliert sich im (zu) großen Raum.“ Der Rezensent des Telegraph schätzte die Qualitäten hoch genug für einen weiteren Erfolg auf dem Level von Written on Skin. Die Oper fasziniere, besitze Musik von exquisiter Schönheit und einen wirkungsvollen Erzählstoff und sei makellos ausgeführt worden. Doch seien nun die kreativen Möglichkeiten dieses Teams ausgeschöpft. Trotz aller Vervollkommnung hätten sich die Autoren kaum von Written on Skin fortbewegt. Dem Werk fehle das „magische Element der Überraschung“. Der Kritiker von The Stage lobte das Werk uneingeschränkt. Es zeige erneut die Opern-Meisterschaft des Komponisten. Der Rezensent des Guardian fand den Orchesterstil weniger „strahlend und betörend“ als in der Vorgängeroper, obwohl es auch hier bemerkenswerte Farben und Effekte gebe. Auch die Vokallinien Isabels und des Jungen fand er außergewöhnlich. Die Musik der anderen männlichen Charaktere sei dagegen eher funktional als lyrisch. Häufig schien das Drama mehr vom Orchester als vom Gesang vorangetrieben zu werden.
In fast gleicher Besetzung wurde die Inszenierung ab dem 7. April 2019 als Erstaufführung in Deutschland vier Mal an der Staatsoper Hamburg gezeigt.
Eine Neuproduktion war 2023 am Opernhaus Zürich zu sehen. Der Dirigent war Ilan Volkov, die Inszenierung stammte von Evgeny Titov, die Bühne von Rufus Didwiszus, die Kostüme von Falk Bauer. Zum Gesangsensemble gehörten Ivan Ludlow (König), Jeanine De Bique (Isabel), Björn Bürger (Gaveston) und Mark Milhofer (Mortimer).
Das Theater Ulm zeigte die Oper 2024 in einer Inszenierung von Kay Metzger unter der musikalischen Leitung von Panagiotis Papadopoulos.